# 貝魯欽哲
貝魯欽哲仁波切（英語：Beru Khyentse Rinpoche），藏傳佛教中，噶舉派的祖古傳承。源自於蔣揚欽哲旺波的語化身，因為第一世貝魯欽哲，曾為八邦寺住持，因此又稱八邦欽哲（Palpung Khyentse）。目前在世的是第二世貝魯欽哲仁波切。

## 傳承起源
貝魯欽哲傳承起源於蔣揚欽哲旺波。在蔣揚欽哲旺波死後，他的語化身，轉世成為第一世貝魯欽哲，住持噶舉派八邦寺。

## 第一世貝魯欽哲
第一世貝魯欽哲，名為噶瑪欽哲沃瑟（英語：Karma Jamyang Khyentse Özer，1890年—1946年），生於康區。他的父親名為貝魯國奉度魯（Beru Gönpo Düdul），是康區的國王。他在八邦寺升座，舉行坐床儀式，被認證為蔣揚欽哲旺波轉世。

## 第二世貝魯欽哲仁波切
第二世貝魯欽哲仁波切（1947年出生），生於西藏中部。1955年，由第十六世噶瑪巴認證為貝魯欽哲轉世，並為他舉行坐床儀式。